# Kamov Ka-31
Kamov Ka-31 (kódu NATO: Helix) je sovětský/ruský vrtulník včasné výstrahy a řízení, odvozený z typu Kamov Ka-29. Je charakteristický dvojicí koaxiálních protichůdně rotujících rotorů.

## Vznik a vývoj

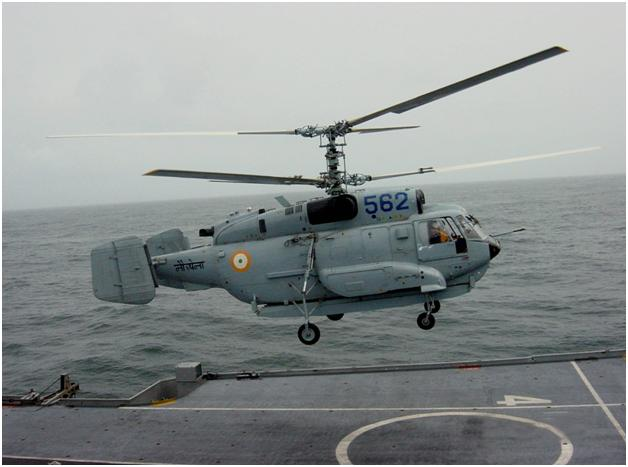
Indický Ka-31

Počátkem 80. let 20. století bylo v Sovětském svazu přijato rozhodnutí, že na bázi vrtulníku bude vyvinut palubní stroj včasné výstrahy a řízení. Plánovalo se, že bude nejprve budou sloužit na stávajících letadlových lodích třídy Kiev a později na jejich nástupcích (např. Admirál Kuzněcov), který již byly ve vývoji. Aktivní práce na novém stroji se začaly v roce 1985, kdy byla jeho vývojem pověřena konstrukční kancelář N. I. Kamov. Tato iniciativa vznikla poté, co byl v Sovětském svazu zrušen projekt vývoje Jaku-44, což mělo být palubní letadlo typu AWACS.
V roce 1986 byl schválen konstrukční návrh a začalo se s výrobou prototypů. Na stavbu dvou prototypů byly použity trupy z nedokončených vrtulníků Ka-29, které později dostaly palubní čísla "modrá 031" a "modrá 032".
První let Ka-31 se uskutečnil v roce 1987 a v následujících třech letech podstupovaly oba létající prototypy státní zkoušky. Zároveň probíhaly přípravy na spuštění sériové výroby. V roce 1991 však došlo k rozpadu SSSR, což způsobilo nejen pozastavení financování programu Ka-31, ale také vyřazení letadlových lodí třídy Kiev a zastavení výstavby nových letadlových lodí Varjag a Uljanovsk.
I přes komplikace byl Ka-31 po zdlouhavých zkouškách a dolaďování v roce 1995 v ruském námořnictvu zaveden do služby. Spuštění sériové výroby však nemělo smysl a tak ruské námořnictvo získalo jen dva existující prototypy. Jeden z nich začal sloužit na palubě jediné ruské letadlové lodi Admirál Kuzněcov a druhý byl přiřazen k torpédoborci Sovremennyj.
K překvapivému oživení projektu Ka-31 došlo v roce 1999, kdy si Indie objednala 9 vrtulníků tohoto typu v celkové hodnotě 207 milionů amerických dolarů. První sériově vyrobený Ka-31 se tak vznesl k obloze až v květnu 2001, tj. 16 let od začátku vývoje. V roce 2009 došlo k navýšení objednávky o dalších 5 helikoptér. Indické Ka-31 slouží na třech fregata projektu 1135.2 (Talwar, Trishul a Toofan) a na letadlové lodi INS Vikramaditya.
Dalším zahraničním zákazníkem se později stala Čína, která objednala 9 vrtulníků. Dodávky těchto strojů začaly v roce 2010.
Po turbulentních 90. letech se v Rusku situace stabilizovala a začala se obnova ozbrojených sil, což se dotklo i námořního letectva. V listopadu 2008 byla uzavřena smlouva na další dva Ka-31 v hodnotě 908 milionů rublů (jednotková cena přibližně 15 milionů amerických dolarů). Vrtulníky však již neodpovídaly tehdejším požadavkům ruského námořnictva, proto byly objednány ve vylepšené verzi Ka-31R. Dodávky nových strojů byly naplánovány na roky 2009 a 2010. Výroba se však opožděna proto byl první vrtulník (červená 91) dodán v červnu 2012 a druhý (červená 92) o dva měsíce později. V dubnu 2012 prohlásilo ruské ministerstvo obrany výběrové řízení na nákup dalšího vrtulníku Ka-31R podle stejných specifikací. O měsíc později však byla soutěž prohlášena za neplatnou. Důvodem byl pravděpodobně nezájem výrobců kvůli nepřiměřeně nízké kupní ceně, kterou požadovalo ruské ministerstvo obrany (406,5 milionu rublů, tedy asi 13,5 milionu dolarů za kus).

## Konstrukce
Vrtulník Ka-31 dokáže operovat z paluby větších bojových lodí a je určen pro detekci hladinových plavidel nebo nízko letících vzdušných cílů. Jeho dolet je 680 km a ve výšce 3 500 m dokáže hlídkovat 2,5 hodiny. Je vybaven systémem E801 Oko, který dokáže sledovat 20 cílů současně. Jeho součástí je radar, který pracuje v decimetrové vlnovém pásmu. Nachází se pod trupem a otáčí se o 360°. Radar je schopen detekovat stíhací letoun s efektivní odraznou plochou 1,8 m² na vzdálenost asi 110 km a velké hladinové plavidlo na 250 km.

## Varianty
- Ka-31: počáteční výrobní verze.
- Ka-31R: modernější verze, vylepšená o systém BKS-252.

## Uživatelé[3]
Čína

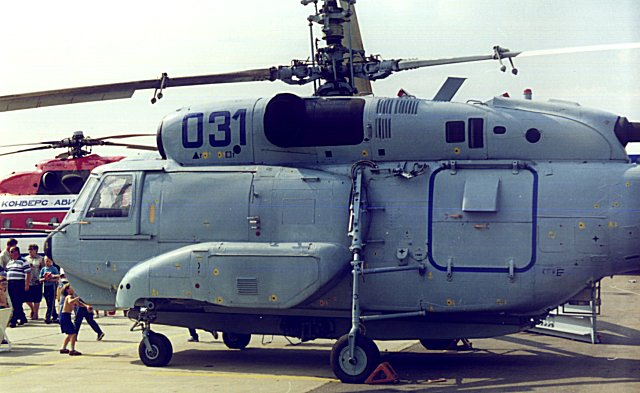
Ka-31 na výstavě MAKS-1997

- Námořnictvo Čínské lidové osvobozenecké armády - k prosinci 2018 disponovalo 9 vrtulníky Ka-31.

 Indie
- Indické námořní letectvo - k prosinci 2018 disponovalo 14 vrtulníky Ka-31.

 Rusko
- Ruské námořní letectvo - k prosinci 2018 disponovalo 3 vrtulníky Ka-31R (2 sériově vyrobené, 1 zmodernizován prototyp).

## Specifikace

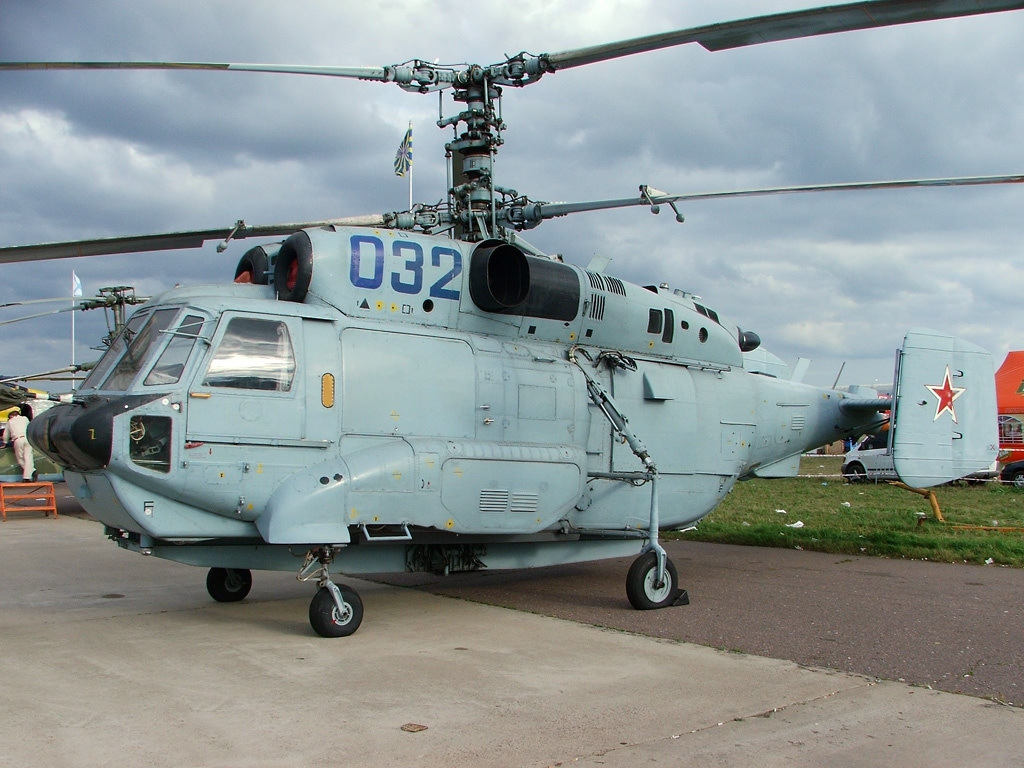
Kamov Ka-31

## Specifikace[4]

### Technické údaje
- Posádka: 2
- Délka trupu: 11,6 m
- Průměr rotoru: 15,9 m
- Výška: 5,5 m
- Vzletová hmotnost: 11 400 kg
- Max. vzletová hmotnost 12 500 kg
- Pohonná jednotka: 2× turbohřídelový motor Klimov TV3-117VK
- Výkon pohonné jednotky: 1 660 kW

### Výkony
- Cestovní rychlost: 220 km/h
- Maximální rychlost: 255 km/h
- Dolet: 680 km
- Praktický dostup: 5000 m
- Statický dostup: 3500 m
- Stoupavost: 9,5-12 m/s